# Нижняя Канада
Ни́жняя Кана́да (фр. Bas-Canada) — бывшая провинция Британской империи. Создана в 1791 году Конституционным актом и образована путём географического и политического отделения от Провинции Квебек. Просуществовала до вступления в силу в феврале 1841 года Союзного акта 23 июля 1840: территория стала восточной областью Провинции Канада с франкоязычным большинством, соответствующей бывшей французской колонии.
Территория Нижней Канады включала южные и восточные земли современных Квебека и Лабрадора.

## Учреждения

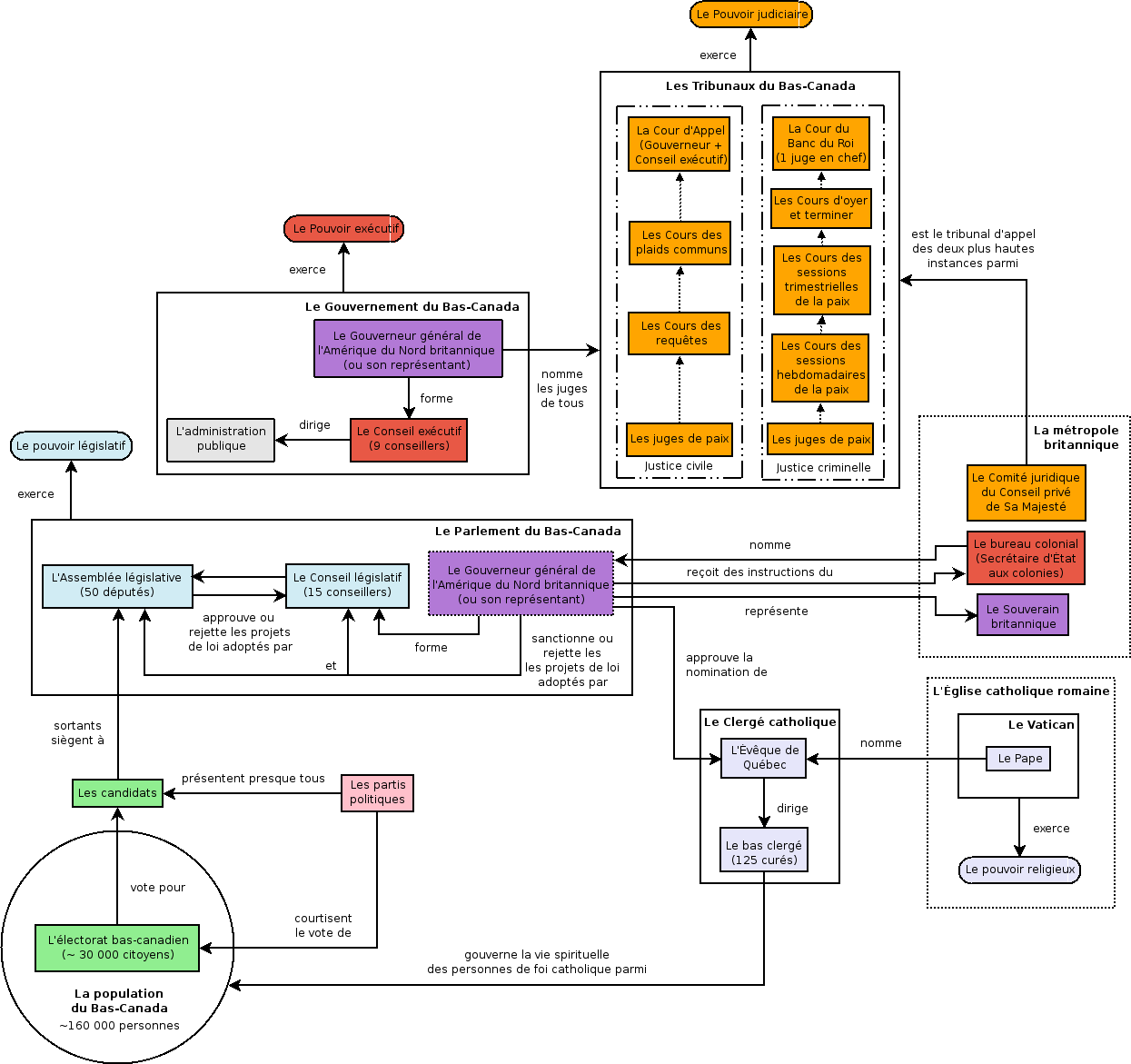
Структура власти Нижней Канады по Конституционному акту 1791 года

В силу Конституционного акта 1791 Нижняя Канада находилась под властью генерал-губернатора Британской Северной Америки или его представителя. В отличие от Верхней Канады, Нью-Брансуика и Новой Шотландии, там не было постоянного лейтенант-губернатора. Законодательный совет, состоявший из пятнадцати назначаемых членов, помогал губернатору, а Исполнительный совет, состоявший из избранных членов Законодательного совета, работал при Кабинете.
Однако крупнейшим нововведением было создание Палаты ассамблеи Нижней Канады, состоявшей из избранных населением представителей. Это первая ассамблея, избранная на выборах с избирательным цензом. Некоторые женщины смогли голосовать на всём протяжении существования Нижней Канады; Конституционный акт даровал избирательное право всякому собственнику (пол не указывался) старше 21 года. Однако число женщин, которые фактически пользовались этим правом, было довольно малым, и эта ситуация шла вразрез с нравами того времени. В то время голосовать было опасно (уличные бои, перестрелки и т. д.).